# Processo contínuo de Feller
Em matemática, um processo contínuo de Feller é um processo estocástico de tempo contínuo para o qual o valor esperado da estatística adequada do processo em um dado momento no futuro depende continuamente da condição inicial do processo. O conceito recebe este nome em homenagem ao matemático croata-americano William Feller.

## Definição
Considere {\displaystyle X:[0,+\infty )\times \Omega \rightarrow \mathbb {R} ^{n}} um processo estocástico definido em um espaço de probabilidade {\displaystyle (\Omega ,\Sigma ,P)}. Para um ponto {\displaystyle x\in \mathbb {R} ^{n}}, considere que {\displaystyle P^{x}} denota a lei de {\displaystyle X} levando em conta o dado inicial {\displaystyle X_{0}=x} e considere que {\displaystyle E^{x}} denota a expectativa no que diz respeito a {\displaystyle P^{x}}. Então, diz-se que {\displaystyle X} é um processo contínuo de Feller se, para qualquer {\displaystyle t\geq 0} e qualquer função {\displaystyle \Sigma }-mensurável, contínua e limitada {\displaystyle g:\mathbb {R} ^{n}\rightarrow \mathbb {R} }, {\displaystyle E^{x}[g(X_{t})]} depende continuamente de {\displaystyle x}.

## Exemplos
- Todo processo {\displaystyle X} cujos caminhos são quase certamente constantes para todo momento é um processo contínuo de Feller, já que {\displaystyle E^{x}[g(X_{t})]} é simplesmente {\displaystyle g(x)}, que, por hipótese, depende continuamente de {\displaystyle x}.[2]
- Toda difusão de Itō com deriva e coeficientes de difusão Lipschitz contínuos é um processo contínuo de Feller.[2]